# 20 Fenchurch Street

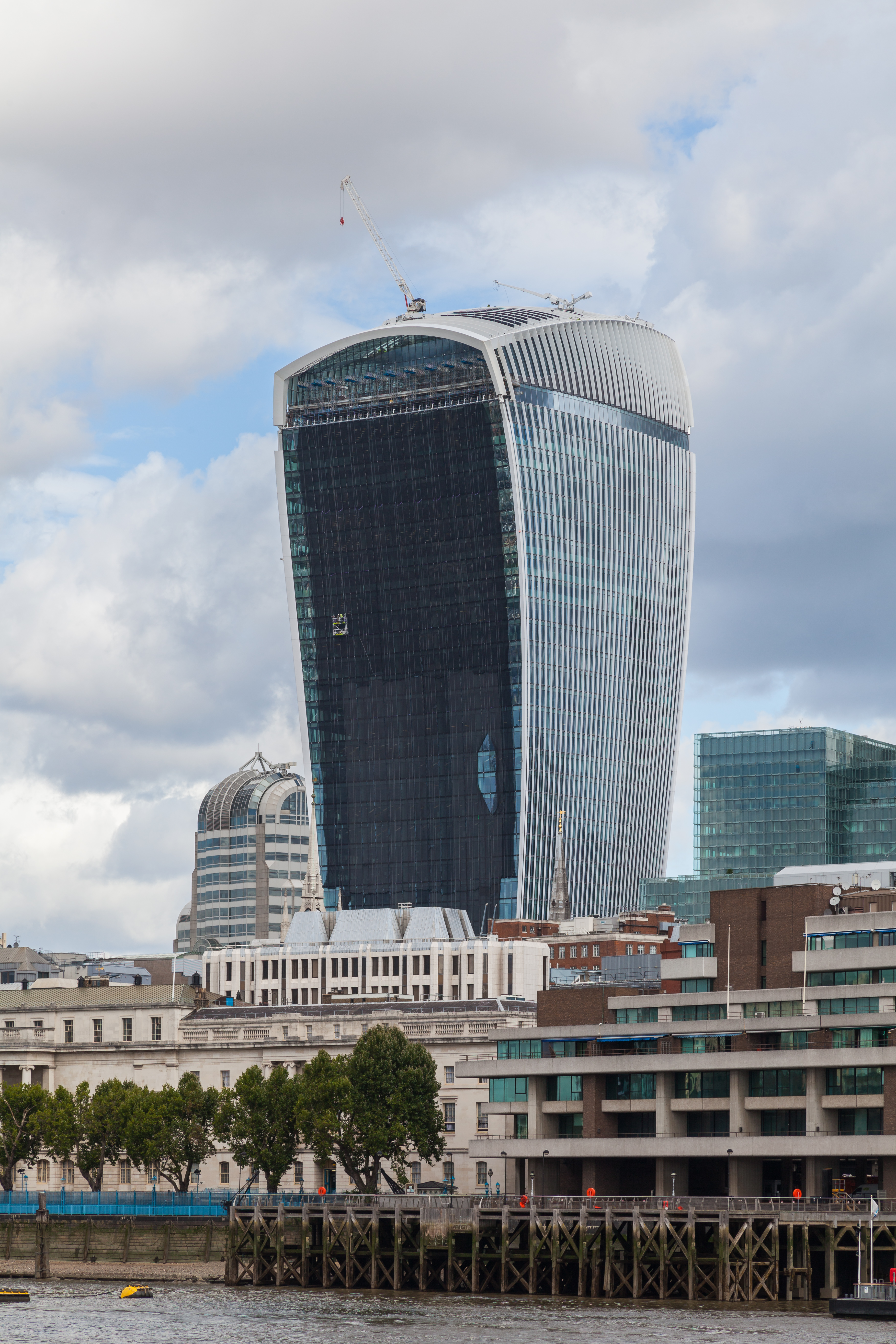
Nuevo 20 Fenchurch Street, de Rafael Viñoly.

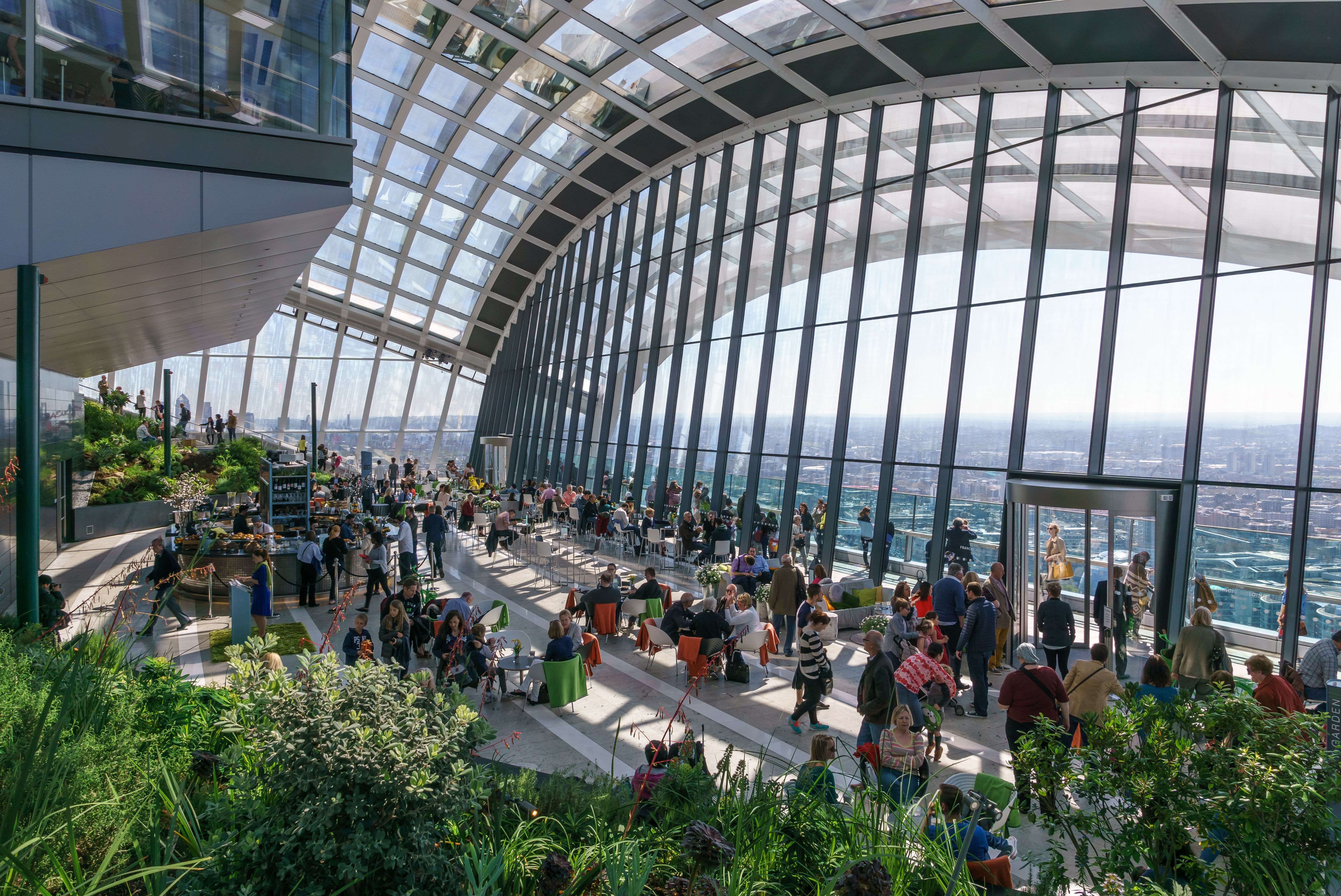
El jardín superior

El 20 Fenchurch Street o Torre Fenchurch 20 es un rascacielos de 160 metros de altura y 36 pisos, localizado en la City de Londres. Se le ha apodado el "walkie-talkie" y se inauguró en 2014. Su coste superó las 200 millones de libra, y fue diseñado por el arquitecto uruguayo Rafael Viñoly; cuenta con un elevado carácter distintivo: la estructura sufre un ensanchamiento en la parte superior hacia arriba y hacia afuera. Las opiniones sobre el diseño de la torre son muy polarizadas a favor o en contra. Además cuenta con un mirador y un jardín vertical en el piso superior que fue abierto al público en enero de 2015.
La torre fue propuesta originalmente con cerca de 200 metros de altura, pero fue reducida después de las preocupaciones sobre su impacto de imagen por estar cerca de donde se encuentra la Catedral de San Pablo. Este nuevo diseño fue aprobado en noviembre de 2006. Incluso después de esta reducción, continuaron las preocupaciones sobre su impacto en los alrededores por parte de grupos defensores del patrimonio. Una investigación pública sobre el proyecto falló a favor de los desarrolladores del proyecto, y les fue concedido el permiso de construcción en julio de 2007.
Inicialmente, Land Securities informó que las obras de la nueva torre empezarían en 2007, y se completarían en el año 2011; sin embargo, esta fecha fue postergada hasta el 2014.

## Antiguo edificio
Anteriormente en su localización había construida otra edificación que fue demolida para poder realizar el nuevo proyecto. Se trataba de un edificio de 34 plantas y 91 m de altura, construido en 1968 por Land Securities sobre un proyecto del arquitecto William H. Rogers. El edificio estaba ocupado por la empresa Dresdner Kleinwort, y destacaba por ser uno de los primeros edificios de altura en la Square Mile, y por su techo distintivo. Fue una de las torres más cercanas al río Támesis, y podía ser vista desde el extremo sur del puente de Londres.
El antiguo edificio fue demolido en el año 2007 en forma invertida a la usual: primero la parte alta del edificio y luego la inferior, utilizando para ello una estructura temporal.

## Construcción
En enero de 2009 se colocó en posición toda la maquinaria, lo que significó el inicio de la construcción.
El preparado del terreno se realizó en junio de 2009 y después de un período de inactividad, se puso en marcha la elevación a finales de octubre de 2010.
El 20 de enero de 2011 comenzaron los trabajos en el sótano del edificio.

## Problemas de diseño
Su diseño cóncavo hace que los vidrios de las ventanas actúen como lupas inmensas que aumentan en más de 20 grados la temperatura del lugar hacia donde apuntan; este diseño ha perjudicado a varios locales y establecimientos. En 2013 frieron huevos en una calle aledaña y un automóvil marca Jaguar resultó parcialmente derretido. Los rayos solares que el edificio refleja amplificados son denominados popularmente "Rayos de la muerte" en referencia a la Estrella de la muerte en la saga de Star Wars. Rafael Viñoly, su diseñador y arquitecto, ha admitido serios errores de diseño en la construcción del edificio.